# Raimundo Rebolledo
Raimundo Andrés Rebolledo Valenzuega (Concepción, 14 maggio 1997) è un calciatore cileno, difensore dell'Unión La Calera.

## Caratteristiche tecniche
È un terzino destro.

## Carriera

### Club
Cresciuto nel settore giovanile dell'Universidad Católica, ha esordito in prima squadra il 12 luglio 2016 in occasione del match di Copa Chile perso 2-0 contro il Santiago Morning.

### Nazionale
Con la nazionale Under-20 cilena ha preso parte al campionato sudamericano 2017.

## Statistiche
Statistiche aggiornate all'11 agosto 2022.

### Presenze e reti nei club
| Stagione                    | Squadra                     | Campionato                  | Campionato | Campionato | Coppe nazionali | Coppe nazionali | Coppe nazionali | Coppe continentali | Coppe continentali | Coppe continentali | Altre coppe | Altre coppe | Altre coppe | Totale | Totale |
| Stagione                    | Squadra                     | Comp                        | Pres       | Reti       | Comp            | Pres            | Reti            | Comp               | Pres               | Reti               | Comp        | Pres        | Reti        | Pres   | Reti   |
| --------------------------- | --------------------------- | --------------------------- | ---------- | ---------- | --------------- | --------------- | --------------- | ------------------ | ------------------ | ------------------ | ----------- | ----------- | ----------- | ------ | ------ |
| 2016-17                     | Universidad Católica        | PD                          | 1          | 0          | CC              | 2               | 0               | -                  | -                  | -                  | -           | -           | -           | 3      | 0      |
| 2017                        | Curicó Unido                | PD                          | 12         | 0          | CC              | 5               | 0               | -                  | -                  | -                  | -           | -           | -           | 17     | 0      |
| 2018                        | Universidad Católica        | PD                          | 21         | 0          | CC              | 2               | 0               | -                  | -                  | -                  | -           | -           | -           | 23     | 0      |
| 2019                        | Universidad Católica        | PD                          | 15         | 0          | CC              | 2               | 0               | CL + CS            | 2+1                | 0                  | SS          | 1           | 0           | 21     | 0      |
| 2020                        | Universidad Católica        | PD                          | 29         | 0          | -               | -               | -               | CL + CS            | 5+6                | 0                  | SS          | 1           | 0           | 41     | 0      |
| 2021                        | Universidad Católica        | PD                          | 18         | 0          | CC              | 4               | 0               | CL                 | 7                  | 0                  | -           | -           | -           | 29     | 0      |
| 2022                        | Universidad Católica        | PD                          | 8          | 1          | CC              | 1               | 0               | CL                 | 5                  | 0                  | -           | -           | -           | 14     | 1      |
| Totale Universidad Católica | Totale Universidad Católica | Totale Universidad Católica | 91         | 1          |                 | 11              | 0               |                    | 26                 | 0                  |             | 2           | 0           | 130    | 1      |
| Totale carriera             | Totale carriera             | Totale carriera             | 103        | 1          |                 | 16              | 0               |                    | 26                 | 0                  |             | 2           | 0           | 147    | 1      |

## Palmarès

### Club

#### Competizioni nazionali
- Campionato cileno: 6

Universidad Católica: 2016-C, 2016-A, 2018, 2019, 2020, 2021
- Supercopa de Chile: 4

Universidad Católica: 2016, 2019, 2020, 2021